# 氷の水族館

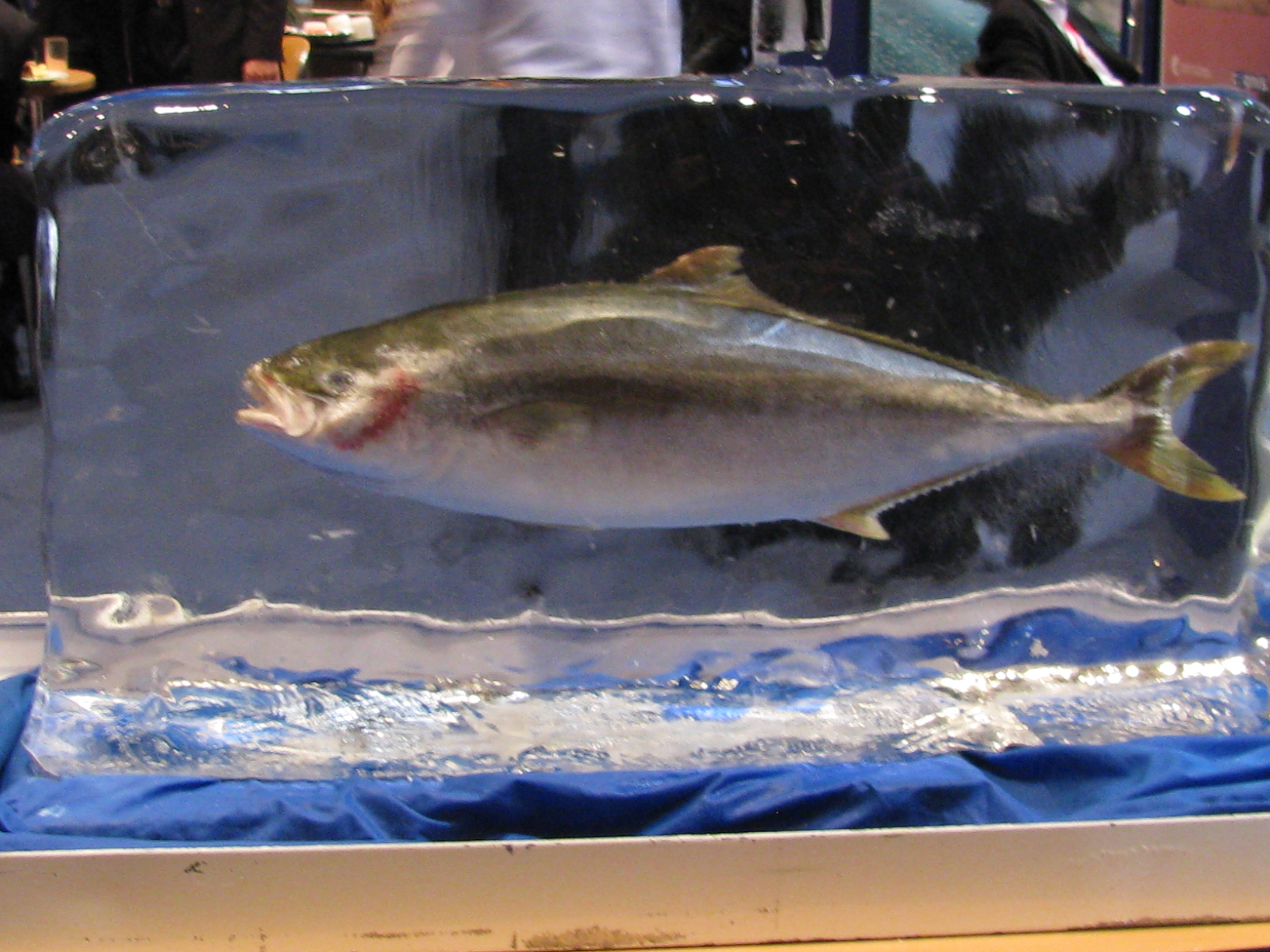
氷の中の魚

氷の水族館（こおりのすいぞくかん）は、水産物を氷の中に凍らせて、それをみせる施設、または催しのこと。日本では宮城県気仙沼市魚市場前の「氷の水族館」が知られる。
言葉として、「魚の氷の彫刻」を集めた展示を“氷の水族館”と称する場合もある。
気仙沼では常設の氷の水族館を岡本製氷が開業し、一年間に10万人以上の集客を呼んだ。氷の水族館の館内は、マイナス20℃に保たれている。岡本製氷は、魚介類が生きているかのように氷の中に展示することや、年間を通じて魚が見られるように、常に新しい展示物に取り換えていると説明する。この場所は、テレビ朝日『ナニコレ珍百景』で「冷たくされる水族館」として取り上げられた。また、岡本製氷はテレビ東京の『イチバン』の取材をうけ、その際、不純物のない純氷ごおり（純粋な氷）を作ることに努めているとしている。
2012年、北海道の「2012千歳・支笏湖氷濤まつり」でも、“氷の水族館”が展示された。製氷には苫小牧市の製氷業者が用いられた。展示されたのは「支笏湖のヒメマス」で、漁をしているかのように展示場の天井には漁網や浮きを飾りつけている。
2011年、ベア・マウンテンのある「サホロリゾートスキー場」も、佐幌岳（サホロ岳）山頂の標高1,030メートルの地点の野外において、“氷の水族館”を行っている。
ほかの北海道内のイベントでも行われている。
2016年、福岡県北九州市にあるスペースワールドが、「氷の水族館」と称した魚5000匹を氷漬けにしたスケートリンクをオープンさせたが、批判の声が相次ぎ、企画を中止した。